# 중화영웅
《중화영웅》(중국어: 中華英雄, 영어: A Man Called Hero)은 홍콩에서 제작된 류웨이창 감독의 1999년 액션 영화이다. 정이건 등이 주연으로 출연하였고 추문회 등이 제작에 참여하였다.

## 출연

### 주연
- 정이건 - 화영웅
- 서기 - 수라

### 조연
- 사정봉 - 화검웅
- 양공여 - 결유
- 원표 - 공선생
- 황추생 - 사부
- 이찬삼 - 일본인
- 엽패문 - 사오

## 한국판 성우진(MBC)
- 안지환 - 화영웅(정이건)
- 박영희 - 결유(양공여)
- 엄현정 - 수라(서기)
- 신성호 - 공선생(원표)
- 황윤걸 - 사부(황추생)
- 김영선 - 화검웅(사정봉)
- 이인성 - 궤복(임적안)
- 박지훈 - 생노(임효봉)
- 김용식 - 화영웅의 아버지(황지웅)
- 홍승옥 - 화영웅의 어머니(정패패)
- 안종덕 - 무적(오진우)
- 이철용 - 암살범(정호)
- 김호성 - 여관 주인(황빈)
- 엄태국 - 외국인(토마스 후닥)
- 최석필 - 전무의(서금강)
- 김기철 - 일본인(이찬삼)
- 이상범 - 외국인(주드 포이어)
- 김서영 - 사오(입패문)

## 제작진
- 원작자: 마영성
- 무술감독: 임적안